# کاهیدگی سد با واداشتن درین

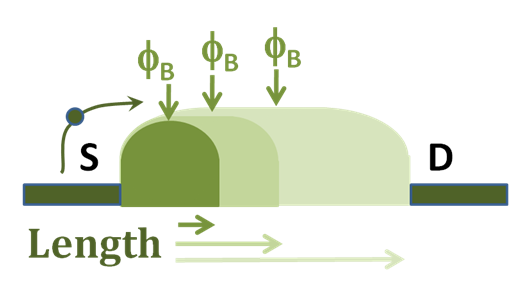
با کاهش طول کانال، بر سد φ_{B} توسط یک الکترون از سورس در مسیر خود برای کاهش دادن درین، غلبه می‌شود.

کاهیدگی سد با واداشتن درین (به انگلیسی: Drain-induced barrier lowering) (DIBL) (اختصاری دی‌آی‌بی‌ال) یک اثر کانال کوتاه در ماسفت است که در اصل به کاهش ولتاژ آستانه ترانزیستور در ولتاژ تخلیه بالاتر اشاره دارد. در یک ترانزیستور اثر میدان مسطح سنتی با کانال بلند، گلوگاه (به انگلیسی: bottleneck) در تشکیل کانال به اندازه کافی دور از اتصال درین اتفاق می‌افتد که به‌صورت الکترواستاتیک با استفاده از زیرلایه و گیت از درین محافظت می‌شود و به همین ترتیب به‌طور کلاسیک ولتاژ آستانه مستقل از ولتاژ درین بود. در ادوات کانال-کوتاه، این دیگر صحیح نیست: درین به اندازه کافی نزدیک گیت است تا کانال را ببندد، بنابراین یک ولتاژ تخلیه بالا می‌تواند گلوگاه را باز کرده و زودتر ترانزیستور را روشن کند.
منشأ کاهش آستانه را می‌توان به عنوان یک نتیجه از خنثی‌سازی بار دانست: مدل تقسیم بار یاو.
با کاهش طول کانال، اثرات دی‌آی‌بی‌ال در ناحیه زیرآستانه (وارونگی ضعیف) در ابتدا به عنوان یک ترجمه ساده از منحنی جریان زیرآستانه برحسب بایاس گیت با تغییر در ولتاژ درین ظاهر می‌شود، که می‌تواند به عنوان یک تغییر ساده در ولتاژ آستانه با بایاس درین مدل‌سازی شود. با این حال، در طول‌های کوتاه‌تر شیب منحنی جریان در مقابل بایاس گیت کاهش می‌یابد، یعنی نیاز به یک تغییر بزرگتر در بایاس گیت برای تأثیر همان تغییر در جریان درین دارد. در طول‌های بسیار کوتاه، گیت کاملاً نمی‌تواند قطعه را خاموش کند. این اثرات را نمی‌توان به عنوان تنظیم آستانه مدل‌سازی کرد.
در عمل، دی‌آی‌بی‌ال می‌تواند به‌صورت زیر محاسبه شود:
{\displaystyle \mathrm {DIBL} =-{\frac {V_{Th}^{DD}-V_{Th}^{\mathrm {low} }}{V_{DD}-V_{D}^{\mathrm {low} }}},}
که {\displaystyle V_{Th}^{DD}} یا Vtsat ولتاژ آستانه‌ای است که در یک ولتاژ منبع تغذیه (ولتاژ درین بالا) اندازه‌گیری شده، و {\displaystyle V_{Th}^{\mathrm {low} }} یا Vtlin ولتاژ آستانه‌ای است که در ولتاژ درین بسیار کم اندازه‌گیری می‌شود، به‌طور معمول ۰٫۰۵ ولت یا ۰٫۱ ولت. {\displaystyle V_{DD}} ولتاژ منبع تغذیه (ولتاژ درین بالا) و {\displaystyle V_{D}^{\mathrm {low} }} ولتاژ درین کم (برای یک قسمت خطی از مشخصات IV قطعه) است. منهای جلوی فرمول مقدار دی‌آی‌بی‌ال مثبت را تضمین می‌کند.
دی‌آی‌بی‌ال می‌تواند فرکانس کاری قطعه را نیز کاهش دهد، همان‌طور که در معادله زیر شرح داده شده است:
{\displaystyle {\frac {\Delta f}{f}}=-{\frac {2\mathrm {DIBL} }{V_{DD}-V_{Th}}},}
که {\displaystyle V_{DD}} ولتاژ منبع تغذیه است {\displaystyle V_{Th}} ولتاژ آستانه است